# Rodolfo Bebán
Rodolfo Enrique Tilli, más conocido por su nombre artístico Rodolfo Bebán, (Ciudadela, 25 de mayo de 1938-Buenos Aires, 13 de agosto de 2022) fue un actor y director de teatro argentino. De larga y destacada trayectoria tanto en cine como teatro y televisión, se consagró en el mundo artístico por su interpretación en el papel protagónico del clásico filme de Leonardo Favio Juan Moreira (1973). 
En cuanto a su vida personal, tuvo seis hijos (Diego, Rodrigo, Facundo, Dolores, Daniela y Pedro ) y en cuanto a nietos tuvo siete (Juliana, Barbara, Joaquín, Nazareno, Benicio, Malena, Manuel). 

## Biografía
Hijo del actor Miguel Bebán (1918-2006), se crio gran parte de su vida en Morón. Se inició en teatro de repertorio en 1955, con el director Pedro Escudero, pero su salto a la fama se produjo gracias a Nené Cascallar, que en los años 1960 lo eligió para protagonizar como uno de los galanes de la serie El amor tiene cara de mujer, donde su personaje formó parte de dos distintas y recordadas parejas televisivas junto a los personajes interpretados por Bárbara Mujica y Thelma Biral.
En ese mismo período fue Romeo en la versión televisiva de Romeo y Julieta de William Shakespeare, bajo la dirección de María Herminia Avellaneda y con Evangelina Salazar como Julieta. Del dramaturgo británico también hizo Hamlet (dirigido por Rodolfo Graziano) y Otelo. En 1978 protagonizó junto con Fernanda Mistral y Alicia Bruzzo la miniserie Cumbres Borrascosas.
Sus actuaciones en televisión más recordadas posteriormente fueron: Malevo (1972), Muñeca (1973), El Gato (1976) y Nazareno Reyes (1984).
En teatro fue un destacado comediante, sobre todo durante los años 1960 y 1970, actuando en Las Amorosas (con Susana Campos, Fernanda Mistral, Lidia Lamaison, Adrianita y Norberto Suárez), La extraña pareja (con Palito Ortega), Vivamos un sueño (de Sacha Guitry, con Claudia Lapacó) y Las mariposas son libres (con Ana María Campoy, China Zorrilla, Gabriela Gili y Susana Giménez). Posteriormente se destacó en Lorenzaccio (de Alfred de Musset, junto a Alfredo Alcón).
Una de sus más grandes actuaciones fue en Diario de un loco (con la dirección de su padre Miguel Bebán). Protagonizó El Sable, cuya historia se centraba en el controvertido caudillo argentino Juan Manuel de Rosas. En 1976 protagonizó una versión teatral de Atrapado sin salida con Fernanda Mistral y Carlos Carella. También participó como protagonista en Democracia. En cine protagonizó la laureada Del brazo y por la calle (1966, junto a Evangelina Salazar), Las pirañas (de Luis García Berlanga), Los muchachos de antes no usaban gomina (1969), y Juan Manuel de Rosas (1972, dirigida por Manuel Antín).
Su consagración cinematográfica fue con el papel protagónico en Juan Moreira (1973), la clásica película de Leonardo Favio. Su interpretación del personaje homónimo le valió el reconocimiento del público y la crítica, y lo instaló definitivamente en el popular panteón de actores argentinos más destacados de su generación.
En las décadas de 1980 y de 1990, Bebán trabajó de manera regular en teatro (donde protagonizó y dirigió numerosas obras) y de manera más intermitente en la televisión argentina, donde protagonizó varias telenovelas. En 1999 protagonizó la sitcom (luego reformateada como telenovela) Mi ex en Azul Televisión, junto a Nora Cárpena, Gogó Andreu, Leonor Benedetto, Rafael Carret, Mausi Martínez, Antonio Grimau y Natalia Lalli.
Entrando a la década de 2010 comenzó a tener algunos problemas de salud, pero igualmente se mantuvo activo en su profesión. En 2011 formó parte de la obra Filosofía de vida, junto a Alfredo Alcón y Claudia Lapacó.
Desde 2019, aquejado por crecientes problemas de salud, Bebán se encontraba virtualmente retirado de la actuación y alejado de la vida pública, aunque también se atribuía su alejamiento a que ya no se acostumbraba a los arduos ritmos de grabación, por lo que solía rechazar ofertas de trabajo. Falleció en 2022.

## Vida personal
Estuvo casado con la actriz Claudia Lapacó, con quien tuvo dos hijos, Rodrigo y Diego.
Estuvo en pareja con la modelo Liz Amaral Paz ―con quien tuvo una hija (Dolores)― y con la actriz Gabriela Gili, con la que tuvo tres hijos (Facundo, María Daniela y Pedro Emiliano), y con quién vivió hasta la muerte de la actriz.

## Filmografía
- 1966: Hotel alojamiento[1]
- 1966: Del brazo y por la calle
- 1967: Las pirañas
- 1968: Matrimonio a la argentina

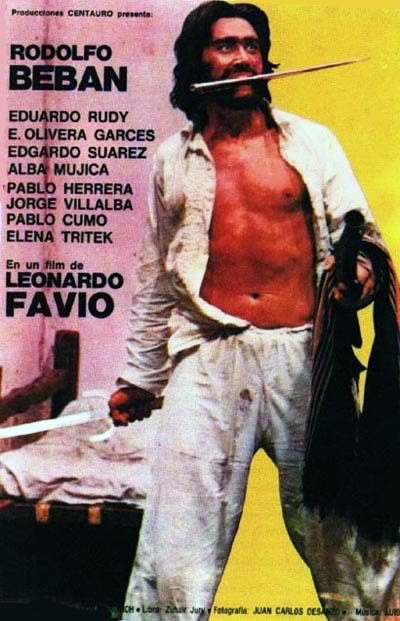
Cartel de la película Juan Moreira, de 1973.

- 1969: Los muchachos de antes no usaban gomina
- 1972: Juan Manuel de Rosas
- 1973: Juan Moreira
- 1974: Proceso a la infamia
- 1975: Los orilleros
- 1978: El fantástico mundo de la María Montiel

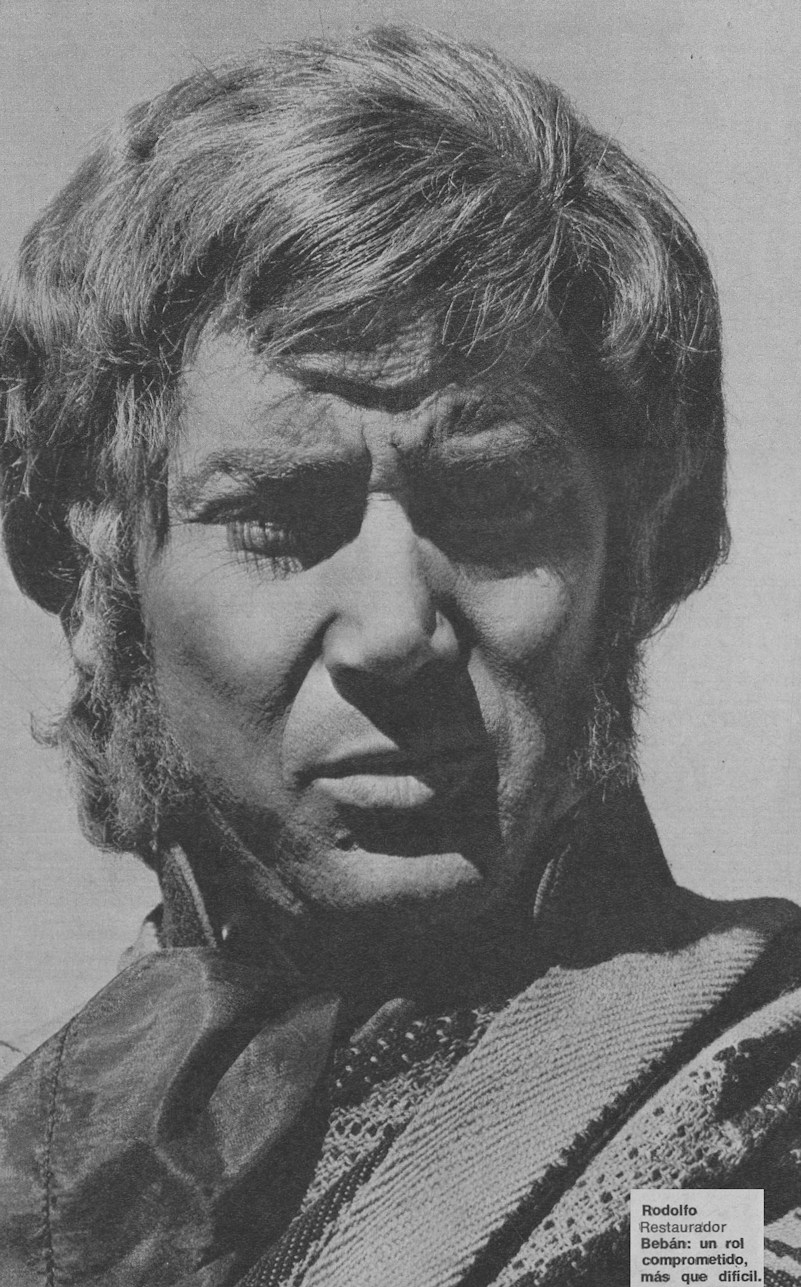
Rodolfo Beban interpretando a Don Juan Manuel De Rosas para la película sobre el caudillo federal dirigida por Manuel Antín, estrenada en 1972.

- 1982: La invitación
- 1985: Seguridad personal

## Televisión
| Año       | Título                      | Personaje                    | Canal            |
| --------- | --------------------------- | ---------------------------- | ---------------- |
| 1962      | La hora Fate                | Ep: "Romeo y Julieta"        | Canal 9          |
| 1964      | El amor tiene cara de mujer |                              | Canal 13         |
| 1964      | Romeo y Julieta             | Romeo                        | Canal 13         |
| 1967      | Cuatro hombres para Eva     | Mario Di Bianchi             | Canal 9          |
| 1967      | Una Familia de Tantas       | Juan Manuel Ferrari de Godoy | Canal 13         |
| 1970-1971 | Alta comedia                | Varios                       | Canal 9          |
| 1971      | Cuatro hombres para Eva     | Mario Di Bianchi             | Canal 11         |
| 1972-1974 | Malevo                      | Escalante Almada/El Rubio    | Canal 9          |
| 1972-1973 | Alta comedia                | Varios                       | Canal 9          |
| 1973      | Muñeca                      | Daniel                       | Televisa         |
| 1975      | No hace falta quererte      | Leonardo                     | Canal 9          |
| 1976      | El gato                     | Rodolfo/El Gato              | Canal 9          |
| 1977      | El cuarteador               | Prudencio Navarro            | Canal 9          |
| 1978      | Cumbres borrascosas         | Heathcliff                   | Canal 13         |
| 1980      | El túnel                    | Ernesto                      | Canal 13         |
| 1983      | Pero estoy vivo             | José                         | ATC              |
| 1984      | Nazareno Reyes              | Nazareno                     | Canal 9          |
| 1988      | Contracara                  | Martín                       | ATC              |
| 1989-1990 | Los otros y nosotros        | Rodolfo                      | Canal 13-Canal 9 |
| 1992      | Alta comedia                | Ep: "Duda fatal"             | Canal 9          |
| 1992-1993 | El precio del poder         | Lucio Santini                | Canal 9          |
| 1993-1994 | Marco, el candidato         | Marco Cassirone              | Canal 9          |
| 1997      | El signo                    | Alejo Crespo                 | Telefe           |
| 1999      | Mi ex                       | Federico                     | Azul TV          |
| 2002      | Ciudad de pobres corazones  | Miller                       | América TV       |
| 2005      | Hombres de honor            |                              | Canal 13         |
| 2014      | Camino al amor              | Armando Colucci              | Telefe           |

## Discografía
- 1966: "A ti madre / Beso tus manos mamá" (Simple) - CBS
- 1966: "Poema 20 / No me abandones" (Simple) - CBS
- 1971: "Las mariposas son libres" (Simple) - Junto a Susana Giménez - Philips
- 1978: "Platero y yo" - Discos CBS
- 2012: "Voces 5 - La infancia" - Junto a Elena Tasisto - Complejo Teatral de Buenos Aires